# 1134

## Догађаји
- Бретонски витез напада Ига IIГроф Иго II од Јафе, у савезу са египатским градом Аскалоном, побунио се против краља Фулка V од Јерусалима, покушавајући да заузме Јафу. Иго се предао Фулку и био је прогнан на три године. Док је чекао брод за Италију, напао га је бретонски витез, али је преживео покушај убиства. Иго се повукао на сицилијански двор свог рођака, краља Руђера II, који га је поставио на властелинство Гаргана, где је убрзо након тога умро.
- Масуд постао султан династије Селџука у Хамадану.
- Јелу Даши заузима Баласаган од Кара-Ханидског каната, означавајући почетак царства Кара Китај (и његове ере Кангго) у Централној Азији.
- Ву Ге, заменик комесара за транспорт кинеске династије Сунг у Џеђангу, изградио је ратне бродове са лопатицама и укупно девет точкова, а друге са тринаест точкова.
- Всеволод Мстиславич од Новгорода побеђује Чуде и заузима Тарту.
- Јуриј Долгоруки оснива град Скњатино.
- Изјаслав II Кијевски постаје кнез Владимира и Волиње. Вјачеслав Кијевски постаје кнез Турова.
- Ерменгарда постаје виконтеса Нарбона. Нарбон је заузео Алфонс I од Тулуза.
- Битка код Фраге: Кастиљанске снаге су поражене од муслиманских трупа. Краљ Алфонсо I је убијен, а наследио га је његов брат Рамиро II као владар Арагона. У Навари племство бира Гарсију VI за Алфонсовог наследника.
- Руђер II од Сицилије побеђује побуну у Напуљу.
- Битка код Фарлева: Магнус IV од Норвешке побеђује Харалда IV Гила од Норвешке.
- Битка код Фотевика: Харалд Кесја и Магнус Јаки су поражени од снага Ерика Емунеа. Ерик II постаје краљ Данске.
- Основана је династија Бранденбург, када је Албрехт Медвед постављен за поглавара Северне марке.
- Зеландски архипелаг настао је услед јаке олује у Северном мору.
- Херман III (Велики), маркгроф Бадена, жени се Бертом од Лорене.
- 13. мај – Базилика Сен Дени, близу Париза, оштећена је у пожару. То ће француском опат Сугеру пружити прилику да је обнови у новом стилу, што ће отворити готски период архитектуре.
- У Краљевини Леон основан је Универзитет у Саламанки.
- Роберт од Кетона и Херман од Коришке путују по Француској, Византијском царству и крсташким државама.
- Црква Светог Јакова је освештана у Глазгову.
- Лав Стипс постаје патријарх Цариграда.

## Смрти
- Алфонсо I од Арагона

- Иго II од Јафе

- Нилс Дански

- Пирошка Угарска

- Роберт II Нормандијски